# Nowa Jamka
Nowa Jamka (dt. Deutsch Jamke, 1936–45 Mittenwalde O. S.) ist eine Ortschaft in Oberschlesien. Das Dorf liegt in der Gemeinde Dambrau (Dąbrowa) im Powiat Opolski (Kreis Oppeln) in der Woiwodschaft Oppeln in Polen.

## Geographie

### Geographische Lage
Nowa Jamka liegt im Westen der historischen Region Oberschlesien. Das Straßendorf liegt etwa fünf Kilometer nordwestlich vom Gemeindesitz Dambrau und achtzehn Kilometer westlich von der Kreisstadt und Woiwodschaftshauptstadt Opole (Oppeln). Nowa Jamka liegt in der Nizina Śląska (Schlesische Tiefebene) innerhalb der Równina Niemodlińska (Falkenberger Ebene). Durch den Ort fließt die Jamka. Nördlich des Dorfes verläuft die Bahnstrecke Opole–Brzeg.

### Nachbarorte
Nachbarorte von Niewodniki sind im Westen Lipowa (Neuleipe) und im Südosten Ciepielowice (Scheppelwitz).

## Geschichte
Das Dorf wurde 1480 erstmals als Jamka urkundlich erwähnt. Das Dorf wurde wohl bereits im 12. oder 13. Jahrhundert nach deutschem Recht gegründet. Im Mittelalter war Deutsch Jamke ein Pfarr- und Kirchort.
In der Reformationszeit wurde das Dorf evangelisch. Die Rekatholisierung des Dorfes erfolgte im 17. Jahrhundert.
Nach dem Ersten Schlesischen Krieg 1742 fiel Deutsch Jamke mit dem größten Teil Schlesiens an Preußen. 1783 zählte das Dorf fünf Bauern, 16 Gärtner und 185 Einwohner.
Nach der Neuorganisation der Provinz Schlesien gehörte die Landgemeinde Deutsch Jamke ab 1818 zum Landkreis Falkenberg O.S. im Regierungsbezirk Oppeln. Die hölzerne Pfarrkirche des Dorfes wurde 1842 abgerissen. 1845 bestanden im Dorf eine katholische Schule und 40 Häuser. Im gleichen Jahr lebten in Deutsch Jamke 231 Menschen, davon 114 evangelisch. 1855 lebten 283 Menschen im Ort. 1865 zählte das Dorf sechs Bauern, 16 Gärtner und sieben Häusler. Die einklassige katholische Schule wurde von 69 besucht. 1874 wurde der Amtsbezirk Dambrau gegründet, welcher aus den Landgemeinden Dambrau, Czeppelwitz, Polnisch Leipe und Sokollnik sowie den Gutsbezirken Dambrau, Czeppelwitz, Polnisch Leipe und Sokollnik bestand. 1885 zählte Deutsch Jamke 221 Einwohner.
1913 wurde ein neues Schulgebäude im Dorf erbaut. 1933 lebten in Deutsch Jamke 311 Menschen. Am 10. Juni 1936 erfolgte die Umbenennung des Dorfes in Mittenwalde O.S. 1939 hatte das Dorf 320 Einwohner. Bis Kriegsende 1945 gehörte der Ort zum Landkreis Falkenberg O.S.
Am 5. Februar wurde das Dorf durch Artilleriebeschuss der Roten Armee stark zerstört. Kurz darauf rückte die Rote Armee im Dorf ein. Danach kam der bisher deutsche Ort unter polnische Verwaltung und wurde in Nowa Jamka umbenannt und der Gmina Dąbrowa angeschlossen. Die verbliebene deutsche Bevölkerung wurde im Juni 1946 vertrieben. 1950 kam der Ort zur Woiwodschaft Oppeln. 1999 kam der Ort zum wiedergegründeten Powiat Opolski.